# Mao-Xin Gong
Mao-Xin Gong es un tenista profesional, nacido el 24 de agosto de 1987 en la ciudad de Nankín, China.

## Carrera
Su máximo ranking individual lo consiguió el 31 de enero del año 2011, cuando alcanzó la posición N.º 294 del ranking mundial ATP. Mientras que en dobles alcanzó la posición 110 el 13 de abril de 2015.
Es entrenado por Shao-Xun Zeng y su brazo hábil es la derecha. Ha ganado hasta el momento 3 títulos ATP Challenger Series en la modalidad de dobles, dos en el año 2010 cuando se hizo con el Karshi Challenger en Uzbekistán y el Chang-Sat Bangkok Open disputado en Tailandia.
En 2014 ganó su tercer título obteniendo el título del Challenger de Kaohsiung junto al taiwanés Hsien-Yin Peng como pareja. Derrotaron en la final a Ti Chen y Liang-chi Huang por 6-3, 6-2.

### Copa Davis
Desde el año 2008 es participante habitual del Equipo de Copa Davis de China. Ha disputado un total de 13 encuentros, ganando en 5 ocasiones y perdiendo en las 8 restantes.

## Títulos; 3 (0 + 3)
| Leyenda                     | Individuales | Dobles |
| --------------------------- | ------------ | ------ |
| Grand Slam                  | 0            | 0      |
| ATP World Tour Finals       | 0            | 0      |
| ATP World Tour Másters 1000 | 0            | 0      |
| ATP World Tour 500 Series   | 0            | 0      |
| ATP World Tour 250 Series   | 0            | 0      |
| ATP Challenger Series       | 0            | 3      |

### Dobles
| N.º | Fecha      | Torneo                  | Superficie | Compañero      | Oponentes en la final       | Resultado |
| --- | ---------- | ----------------------- | ---------- | -------------- | --------------------------- | --------- |
| 1.  | 16.08.2010 | Challenger de Qarshi    | Dura       | Zhe Li         | Divij Sharan Vishnu Vardhan | 6–3, 6–1  |
| 2.  | 13.09.2010 | Challenger de Bangkok   | Dura       | Zhe Li         | Yuki Bhambri Ryler DeHeart  | 6–3, 6–4  |
| 3.  | 20.07.2014 | Challenger de Kaohsiung | Dura       | Hsien-yin Peng | Ti Chen Liang-chi Huang     | 6-3, 6-2  |